# 森尼賽德鎮區 (明尼蘇達州威爾金縣)
森尼賽德鎮區（英語：Sunnyside Township）是位於美國明尼蘇達州威爾金縣的一個行政鎮區。

## 地方資料
森尼賽德鎮區的面積為92.59平方千米，皆為陸地。根據2020年美國人口普查的數據，當地共有人口135人，而人口密度為每平方千米1.46人。